# Tom Foley
Tom Foley, właśc. Thomas Stephen Foley (ur. 6 marca 1929 w Spokane, zm. 18 października 2013 w Waszyngtonie) – amerykański polityk z Partii Demokratycznej.

## Działalność polityczna
W okresie od 3 stycznia 1965 do 3 stycznia 1995 przez piętnaście kadencji był przedstawicielem 5. okręgu wyborczego w stanie Waszyngton w Izbie Reprezentantów, gdzie w latach 1981–1986 służył jako „Whip” Większości, a następnie w latach 1986–1989 jako lider większości, a od 1989 do 1995 jako spiker Izby. Od 1997 do 2001 był ambasadorem Stanów Zjednoczonych w Japonii.